# Bronlibellen (geslacht)
De bronlibellen (Cordulegaster) vormen een geslacht van echte libellen (Anisoptera) uit de familie van de bronlibellen (Cordulegastridae).

## Soorten
De Nederlandstalige namen zijn, voor zover niet voorkomend in het Nederlands Soortenregister, ontleend aan Libellen van Europa.
- Cordulegaster amasina Morton, 1916
- Cordulegaster bidentata Selys, 1843 – Zuidelijke bronlibel
- Cordulegaster bilineata (Carle, 1983)
- Cordulegaster boltonii (Donovan, 1807) – Gewone bronlibel
- Cordulegaster brevistigma Selys, 1854
- Cordulegaster buchholzi (Lohmann, 1993)
- Cordulegaster charpentieri (Kolenati, 1846)
- Cordulegaster cilicia Schneider et al., 2021
- Cordulegaster coronata Morton, 1916
- Cordulegaster diadema Selys, 1868
- Cordulegaster diastatops (Selys, 1854)
- Cordulegaster dorsalis Hagen, 1858
- Cordulegaster erronea Selys, 1878
- Cordulegaster helladica (Lohmann, 1993) – Griekse bronlibel
- Cordulegaster heros Theischinger, 1979 – Balkanbronlibel
- Cordulegaster insignis Schneider, 1845 – Blauwoogbronlibel
- Cordulegaster kalkmani Schneider et al., 2021
- Cordulegaster maculata Selys, 1854
- Cordulegaster mzymtae Bartenev, 1929
- Cordulegaster obliqua (Say, 1840)
- Cordulegaster orientalis van Pelt, 1994, nomen dubium
- Cordulegaster parvistigma (Selys, 1873)
- Cordulegaster picta Selys, 1854 – Turkse bronlibel
- Cordulegaster princeps Morton, 1916 – Atlasbronlibel
- Cordulegaster sarracenia Abbott & Hibbitts, 2011
- Cordulegaster sayi Selys, 1854
- Cordulegaster talaria Tennessen, 2004
- Cordulegaster trinacriae Waterston, 1976 – Italiaanse bronlibel
- Cordulegaster vanbrinkae Lohmann, 1993
- Cordulegaster virginiae Novelo-Gutiérrez, 2018

Niet meer geaccepteerde namen
- Cordulegaster magnifica Bartenev, 1930, zie Cordulegaster insignis Schneider, 1845